# Giovanni Battista Mesmer
Giovanni Battista Mesmer, né le 21 avril 1671 à Milan et mort le 20 juin 1760 à Rome, est un cardinal italien du XVIIIe siècle. 

## Biographie
Mesmer exerce diverses fonctions au sein de la Curie romaine, notamment préfet des Annona et trésorier général de la Chambre apostolique.
Le pape Benoit XIV le crée cardinal lors du consistoire du 10 avril 1747. Il est camerlingue du Sacré Collège en 1757-1758, mais il ne participe pas au conclave de 1758, parce qu'il a perdu sa mémoire les dernières années de sa vie.